# Henri Maquet (jésuite)
Pour les articles homonymes, voir Maquet (homonymie).
Henri Maquet, né le 30 novembre 1843 à Juvigny-sur-Loison dans la Meuse et mort à Hien Hien le 23 décembre 1919, est un jésuite français qui fut missionnaire et vicaire apostolique en Chine.

## Biographie
Henri (ou Henry) Maquet fait ses études primaires dans son village natal, puis il entre au petit séminaire de Verdun et ensuite au grand séminaire de la même ville, où il poursuit ses études de théologie qui le mènent à son ordination, le 6 juin 1868. Il est nommé alors professeur du petit séminaire de Verdun, et chapelain de l'école des Frères. Il est marqué par la guerre de 1870-1871 qui dévaste la région et entre dans la compagnie de Jésus, le 29 octobre 1871. Il fait son noviciat à Saint-Acheul, sa troisième année de probation à Laon et sans la terminer est envoyé en mission en Chine en 1874. Il y arrive le 4 avril. Tout en étudiant le chinois, il est nommé à la mission de Kouan Pim-fou, puis de Ho Kien-fou, et de Ta Ming-fou, jusqu'en 1882. C'est dans ses bras que meurt du typhus Mgr Dubar, le 1er juillet 1878. Il prononce ses derniers vœux le 4 décembre 1882 et il est nommé vice-ministre de la région de Ta Ming-fou, puis ministre en 1885, et consultateur en 1888. Il succède, le 28 septembre 1894, au P. Becker, sj, comme supérieur régulier de la mission. Il fait, avec d'autres missionnaires, un voyage en France et à Rome pour représenter les missions de Chine  et particulièrement celle de Sien Hsien auprès de la congrégation provinciale.
Succédant à Mgr Henri-Joseph Bulté, mort le 14 octobre 1900, il est nommé vicaire apostolique de Sien Hsien (appelé à l'époque vicariat apostolique du Tchély Sud-Est, démembré du diocèse de Pékin en 1856) en 1901 et évêque in partibus d'Amathus-en-Chypre (de). Il reçoit à la fin de l'année sa consécration épiscopale des mains de Mgr Prosper Paris, le jour de la fête de l'Immaculée Conception, à Shanghai avec comme co-consécrateurs Paul-Marie Reynaud et Césaire Jean Shang. Mgr Maquet fait sa visite ad limina à Rome en 1907, où il est reçu avec d'autres évêques de Chine par Pie X. Mgr Henri Lécroart est nommé son coadjuteur en 1917, car Mgr Maquet sent ses forces diminuer et il lui donne, avec l'accord de Rome, toute responsabilité. Il meurt le 23 décembre 1919. À sa mort le vicariat apostolique compte 100 000 catholiques pour 6 600 000 habitants.